# Hisutorie
Hisutorie (ヒストリエ tiếng Anh: Historie) làm một manga viết về chủ đề lịch sử, sáng tác bởi Iwaaki Hitoshi. Cụ thể là Historie kể về cuộc đời của Eumenes xứ Cardia, một danh tướng, học giả và là thư ký của vua Philipos II của Macedonia và Alexandros Đại đế. Historie được xuất bản bởi Kodansha và đăng trên tạp chí Afternoon. Các chương của Historie được tập hợp trong các đơn hành bản từ tháng 2 năm 2008. Phần 1 của Historie vừa mới hoàn tất vào tháng 1 cùng năm.

## Cốt truyện
Câu chuyện bắt đầu vào năm 343 TCN với việc Hermias, một người quen của Aristotle bị tra tấn và con gái bị giết chết tại Assus, một thành phố nằm ở Tây Nam bán đảo Tiểu Á giáo biển Aegean. Kẻ tổ chức tra tấn ông ta, Memnon thắc mắc rằng Aristotle có đáng để Assus chịu đựng gian khổ như vậy không. Vài ngày sau, tại phế tích của thành cổ Trojan, Aristotle, học trò của ông Calisthenes và một nô lệ nhìn thấy một thanh niên tên Eumenes đang chế tạo một bàn đạp cho chiếc xuồng để thay cho mái chèo. Họ ở cùng với nhau cho đến sáng hôm sau và suốt buổi tốt Eumenes trò chuyện với Arsitotle về học thuật, nhất là việc Trái đất hình cầu và việc vẽ bản đồ thế giới lên một quả cầu. Sáng hôm sau Eumenes gặp một cô gái Ba Tư tên Barsine và bị cô ta hạch hỏi về tông tích của những người mà anh gặp hôm qua, tất nhiên Eumenes nói dối rằng anh không thấy họ, thế là Barsine cùng quân lính bỏ đi. Không lâu sau đó, Eumenes thấy Aristotle và Calisthenes bị quân lính của Barsine truy sát, vì vậy anh cho hai người lên thuyền của mình và cả ba trốn thoát. Sau đó Barsine gặp Memnon nói rằng: "kẻ tiếp theo tới kênh đào này chắc chắn không phải là một triết gia.". Về phần nhóm của Eumenes, sau khi tới được nơi an toàn họ gặp một chiếc xe ngựa đón Aristotle và chở ông tới Cardia. Eumenes xin theo vì anh cũng đang muốn tới đó, nhưng Aristotle từ chối và Calisthenes chế giễu rằng một nô lệ còn có thể tự đi được. Cuối cùng Eumenes phải tự đi bộ và anh phát hiện ra rằng Cardia đang bị một đạo quân Macedonia bao vây. Anh nhanh chóng nhận ra người chỉ huy của đạo quân, cân nhắc về tính huống và sau đó dùng kế giúp một bà lão băng qua các hàng quân Macedonia một cách an toàn. Một nhóm người khác bao đứng đầu là thương nhân Antigonus cũng vừa kịp tới nơi. Tuy nhiên cổng thành thì đóng mà những lính canh không chịu cho họ vào. Cuối cùng Eumenes lại nghĩ ra một kế: anh hét to với quân giữ thành và quân Macedonia rằng "chủ tôi muốn tro cốt của ông ấy được đặt tại quê nhà" và rốt cuộc tất cả được phép vào thành. Ấn tượng trước tài trí của Eumenes, Antigonus đề nghị anh làm việc cho ông và cho anh va ngày suy nghĩ. Tiếp đó Eumenes đến trước tàn tích của ngôi nhà cũ của anh và hồi tường về quá khứ đầy biến động của mình.
Sau phần hồi tưởng là việc Eumenes gặp lại một số bạn bè, người thân và sau đó bị tay chân của Heacetus, kẻ thù ám hại cha mình truy sát. Được sự giúp đỡ kín đáo của Antigonus, Eumenes chạy thoát và sau đó anh gặp lại Antigonus như đã hẹn. Antigonus dẫn Eumenes ra khỏi thành và lúc này Eumenes mới nhận ra rằng Antigonus chính là vua Philipos II của Macedonia, kẻ chỉ huy đạo quân bao vây Cardia. Ít lâu sau Cardia đầu hàng và Philipos rút quân, đem theo Eumenes về Macedonia.

## Nhân vật

### Nhân vật chính
Hisutorie là một manga viết về một nhân vật có thật: Eumenes, cho nên nhiều nhân vật trong Hisutorie là những nhân vật có thật trong lịch sử. Và nhân vật chính dĩ nhiên là Eumenes.
- Eumenes: Nhân vật này chính là vị tướng Eumenes xứ Cardia trong lịch sử. Trong manga, Eumenes được mô tả là một thanh niên rất thông minh, lanh lợi và có kiến thức rộng, lớn lên ở thành phố Cardia. Anh là con trai của Hieromynus, người đứng đầu thành phố. Eumenes luôn mơ về một phụ nữ trẻ đang chém giết những người lính xung quanh cô, và, sau đó bị họ giết chết. Về sau độc giả được biết rằng người phụ nữ đó là một người Nhục Chi (Scythia) và là mẹ của Eumenes, còn Hieromynus chỉ là cha nuôi anh. Một ngày nọ Thrax, một nô lệ người Nhục Chi nổi dậy giết chủ mình cùng nhiều người Hy Lạp khác. Xác của Hieronymus được tìm thấy vào tối cùng ngày và Eumenes bị vu khống là kẻ đồng lõa của Thrax vì cả hai cùng là người Nhục Chi. Vì vậy những năm sau đó Eumenes phải sống như một người nô lệ và cuối cùng bị bán cho một người khác. Trên một chuyến hải hành người chủ mới bị những nô lệ của mình giết chết và cướp tàu. Chiếc tàu sau đó bị đắm và Eumenes trôi dạt đến ngôi làng Boa nằm trên bờ biển vùng Paplagonia miền Bắc Thổ Nhĩ Kỳ. Anh được dân làng cứu sống và trở thành một thành viên của làng. Ít lâu sau đó một đám cướp tấn công làng và dân làng nhờ mưu kế của Eumenes đã đánh bại được chúng, giết chết kẻ cầm đầu. Có điều cầm đầu này lại chính là con trưởng của người lãnh đạo Tios, một thành phố đang có mối quan hệ hữu hảo với Boa. Vì vậy, dù thành Tios bỏ qua mọi chuyện, Eumenes tự nguyện rời khỏi ngôi làng để tránh làm xấu quan hệ giữa hai bên.

Sau một cuộc hành trình dài, Eumenes trở về quê nhà Cardia của mình, lúc đó đang bị quân Macedonia dưới sự chỉ huy của vua Philipos II bao vây. Eumenes lại dùng mưu kế của mình giúp anh cùng vài người khác vào thành an toàn. Ấn tượng trước tài trí của anh, một thương nhân muốn tuyển anh là việc dưới trướng của ông và cho anh ba ngày suy nghĩ. Không lâu sau đó anh bị Heacetus, kẻ chủ mưu vu khống anh cho người truy sát nhưng anh đã chạy thoát. Hôm sau Eumenes gặp người thương nhân như đã hứa và ông đã dẫn Eumenes rời khỏi hành một cách an toàn. Người thương nhân này chính là vua Philipos, người chỉ huy quân Macedonia và ông đã dẫn Eumenes về vương quốc của mình sau khi cuộc bao vây kết thúc.

### Nhân vật khác

#### Các nhân vật ở Cardia
Charon/Karon
Một nô lệ và là một người hầu của Eumenes. Sau khi Eumenes bị biến thành nô lệ, Charon liền cố tỏ thái độ lạnh nhạt với anh, nhưng thật ra sau đó ông vẫn luôn quan tâm và giúp đỡ cho Eumenes, và trong thâm tâm Charon vẫn xem Eumenes là cậu chủ đáng kính của mình. Lúc Eumenes bị bán cho kẻ khác và phải rời Cardia, Charon đưa cho anh chiếc dây chuyền của mẹ ruột anh và dặn dò anh không được đầu hàng khi gặp khó khăn. Sau khi Eumenes đi khuất, Charon hồi tưởng lại việc mình bắt Eumenes làm con tin và gián tiếp gây ra cái chết cho mẹ ruột anh, lúc đó ông quỳ sụp xuống khóc nức nở vì hối hận.
Theo lời kể của Hieronymus, sau đó hai hay ba năm Charon đã dành dụm đủ tiền chuộc sự tự do cho bản thân, sau đó ông rời khỏi Cardia.
Hieronymus (người cha)
Hieronymus (người con)
Con trai của Hieronymus cha và là anh nuôi của Eumenes. Anh ta luôn ghen tị với em trai mình vì Eumenes thông minh giỏi giang hơn và được cha yêu thương nhiều hơn. Tuy nhiên thật ra Hieronymus có quan tâm đến Eumenes và chính những tài liệu anh chép lại đã khiến các sử gia làm sáng tỏ phần nào thời thơ ấu của Eumenes.
Không rõ chuyện gì đã xảy ra với Hieronymus sau khi Eumenes rời Cardia, nhưng khi anh quay về thì Hieronymus không còn ở trong nhà cũ của mình nữa, mà bị Heacetus đuổi ra sống ở một căn hộ tầng hai phía Nam thành phố. Có điều là anh vẫn hay nằm ngủ trưa tại phế tích ngôi nhà cũng của mình. Theo cuộc trò chuyện giữa Hiernonymus với Eumenes thì mối quan hệ giữa hai anh em đã khá hòa dịu, và Hieronymus nói rằng anh rất vui khi biết Eumenes vẫn vui vẻ. Khi Eumenes giết chết Kerades cùng nhiều thuộc hạ khác của Heacetus, Hieronymus hỏi Eumenes rằng có phải anh về Cardia để trả thù cho cha mẹ hay không, và anh tỏ ra cảm phục Eumenes và sau đó tự trách mình: tuy Hieronymus nghi ngờ Heacetus giết cha và ghét hắn ta, anh vẫn rất sợ uy quyền của y và không dám làm gi. Sau đó Hieronymus xin cùng Eumenes đi theo Antigonus, nhưng Eumenes ngăn anh lại vì sợ anh trai mình không chịu được những nguy hiểm của thế giới bên ngoài.
Terasira
Vợ của Hiernonymus cha và là mẹ nuôi của Eumenes. Thái độ của bà đối với Eumenes diễn biến khá phức tạp: ban đầu bà không thích một đứa con nuôi người "dị tộc" như Eumenes, nhưng khi chứng kiến cậu bé khóc vì mất mẹ, bà động lòng trắc ẩn và dần dần yêu thương cậu. Sau cái chết của chồng, bà lại tỏ thái độ lạnh nhạt với Eumenes vì giống như mọi người, nghi ngờ anh có liên quan đến cái chết của Hieronymus cha. Tuy nhiên, khi nghe Eumenes gào to: "Các người đã lợi dụng tôi suốt bao nhiêu năm qua !" trước khi rời Cardia, Terasira đã bật khóc, điều này chứng tỏ bà vẫn rất yêu thương Eumenes. Theo Hieronymus con, Terasira qua đời trước khi Eumenes quay về Cardia chừng 3 năm, nguyên do vì thói nghiện rượu. Trước khi chết, bà đã dặn người nhà tạc hình của Eumenes lên trên bia mộ của mình. Việc này khiến Eumenes rất cảm kích, anh xin lỗi song thân về câu nói của mình và cảm ơn họ vì đã nuôi nấng anh suốt mười năm.
Tolmides
Bạn thuở nhỏ của Eumenes. Sau khi Eumenes quay về Cardia thì Tolmides đang tham gia lực lượng dân quân bảo vệ thành phố. Tolmides mời Eumenes đến nhà mình chơi và anh đã kể cho Eumenes nghe về tình hình của Cardia, về những người bạn khác của Eumenes. Theo lời của Tolimides thì cuộc đời của anh "không thay đổi gì nhiều". Tolmides cũng tỏ ra rất ngạc nhiên về các biến cố trong đời Eumenes và về việc anh đi xuyên qua đám quân Macedonia để vào Cardia.
Olivus
Bạn thuở nhỏ của Eumenes. Được miêu tả là người có thể trạng ốm yếu. Tolmides kể rằng anh mất trong một trận dịch lớn tại Cardia, lúc mà "cả người già lẫn trẻ nhỏ, nam lẫn nữ đều không thoát khỏi".
Nicogenus
Bạn thuở nhỏ của Eumenes. Là người to cao khỏe mạnh nhất trong nhóm của Eumenes. Theo lời kể của Tolmides, Nicogenus là người khỏe mạnh duy nhất trong nhóm, anh luôn thường xuyên tập thể thao và trở nên "to hơn bao giờ hết". Nicogenus là vận động viên đại diện cho Cardia trong kỳ thi Olympic sắp tới.
Perialla
Bạn gái thuở nhỏ và là người yêu của Eumenes. Tuy nhiên, trong với Olvius, Tolmides và Nicogenus vẫn coi Eumenes là bạn bè ngay khi Eumenes bị biến thành nô lệ, Perialla lại đối xử lạnh nhạt với anh, và khi Eumenes rời Cardia thì Perialla hét to rằng "Ai muốn làm bạn với một người nô lệ chứ ?". Theo lời kể của Tolmides, sau khi Eumenes rời Cardia thì Peialla được gả vào gia đình Tessaros, chủ một cửa tiệm sản xuất bánh xe.
Thrax
Theogeiton
Chủ của Thrax; ông ta nổi tiếng vì thái độ đối xử hết sức tàn tệ đối với nô lệ, tất nhiên Thrax không phải là ngoại lệ. Vì vậy, sau khi Thrax được phép không phải mang còng và cùm chân nữa, anh đã tấn công và giết chết cha con Theogeiton.
Heacetus
Kerades

#### Các nhân vật ở Paplagonia
Satura
Con gái của vị cố trưởng làng của làng Boa. Cô có cái tên trùng với tên con mèo Satura của Eumenes. Cha mẹ cô mất sớm nên Satura đến sống tại gia đình người bác của mình. Chính Satura là người chăm sóc Eumenes khi anh bất tỉnh sau vụ đắm tàu ở Hắc Hải. Ban đầu, giống như người làng, Satura nghi ngờ Eumenes và không cho rằng anh làm được việc gì, nhưng sau khi nghe các bài giảng của Eumenes về thế giới Hy Lạp thì cô đã thay đổi cách nhìn của mình về Eumenes và bày tỏ rằng rất cô muốn nghe những câu chuyện của anh. Về sau Satura và Eumenes trở nên thân thiết và họ yêu nhau. Nhưng cha của Eumenes đã từng hứa sẽ gả con gái mình cho Dimakos (sau này Dimakos bị giết chết nên người thay thế là em trai Telemakos), con trai của Philetaerus - người đứng đầu thành bang Tios - ngay từ khi Satura chưa ra đời. Chính việc hứa hôn này đã khiến cho cô mang một cái tên Hy Lạp - Satura. Satura đã muốn cùng Eumenes cao chạy xa bay như "Helen và Paris" trong trường thiên Illiad, có điều Eumenes ngăn cô lại, nói rằng hành động này sẽ khiến mối quan hệ giữa làng Boa với thành bang Tios đổ vỡ. Satura lúc đó nhận xét rằng Eumenes giống như "vị vua khôn ngoan" Odysseus trong trường thiên Illiad và Odysse. Khi Eumenes rời Boa cũng là lúc Satura về nhà chồng ở Tios.
Bato
Một thanh niên, theo Eumenes nhận xét là có tài đao kiếm xuất sắc nhất trong ngôi làng Boa, "nhưng vẫn không thể nào bằng Thrax". và là người chỉ đạo các buổi luyện tập "võ nghệ" cho các thanh niên trai tráng trong làng. Chính Bato đã dạy "võ công" cho Eumenes và sau đó trở thành một người bạn thân của anh. Khi Eumenes thực hiện mưu kế chống lại cuộc tấn công của Dimakos, anh đã nhờ Bato chém vào lưng mình hai nhát, vì anh tin với tài võ của Bato thì Bato có thể tạo ra vết thương đủ nhẹ để không làm hại Eumenes nhưng đủ nặng để đánh lừa quân Dimakos.
Philetaerus
Người lãnh đạo của thành bang Tios và là cha của hai anh em Dimakos và Telemakos. Ông cũng là bạn thân của cha Satura và hai người đã quyết định lập hôn ước giữa Satura với một người con trai của Philetaerus. Về sau, do tuổi cao Philetaerus đã mang bệnh nặng trong người và quyền hành do Dimakos nắm giữ.
Nhìn chung Philetaerus là một người hiểu lẽ phải và là một nhà cai trị được dân làng Boa trọng vọng. Mặc dù con trai Dimakos đã bị dân làng Boa giết chết, chính Philetaerus lại là người đến xin lỗi dân làng vì hành động xâm lược và gây hấn của Dimakos; đồng thời ông xin phép được nối lại quan hệ giữa hai phía. Hành động này đã được dân làng Boa hoan nghênh nhiệt liệt.
Dimakos
Con trai trưởng của Dimakos và là người được hứa hôn với Satura. Anh là người nắm quyền lãnh đạo thành Tios khi cha mình bị bệnh. Dimakos là một người có tham vọng và dã tâm rất lớn, anh luôn mong muốn bành trướng thế lực và lãnh thổ của Tios, tất nhiên là cả của gia đình anh, kẻ cai trị thành phố. Vì vậy Dimakos đã thành lập một đạo quân xâm lược Boa gồm những người dân địa phương luôn mong muốn cướp đoạt lãnh thổ của Boa. Tuy nhiên đạo quân này đã bị dân làng Boa dùng mưu kế của Eumenes tiêu diệt và bản thân Dimakos bị một người làng tức giận giết chết.
Telemakos
Em trai của Dimakos. Trái với anh mình, Telemakos là một người lương thiện, tốt bụng, luôn lo nghĩ đến số phận của người khác. Anh luôn tìm cách ngăn chặn hành động xâm lược của Dimakos, tuy nhiên không thành công vì thế lực của Dimakos quá lớn. Chính Temakos là người đã thông báo cho dân làng Boa về âm mưu của Dimakos. Sau khi Dimakos chết, Telemakos chính thức trở thành người thừa kế quyền lực của Philetaerus và mặc nhiên thay thế anh trai trở thành chồng chưa cưới của Satura. Sau khi biết được Eumenes là người bày mưu kế cho dân làng Boa và gián tiếp hại chết anh mình, Telemakos trở nên rất tức giận Eumenes. Vì vậy, để tránh làm đổ vỡ mối quan hệ giữa Boa và Tios, Eumenes đã nhanh chóng rời Paplagonia sau đó.

#### Khác
Zeralukos
Xuất hiện trong chương 20. Y là một thương nhân đến từ vùng Olbia (ven biển Ukraina ngày nay) và đang có một dự án nghiên cứu về việc chế biến và đem trứng cá muối ở vùng này đến thị trường của người Hy Lạp cổ đại. Heacetus bán Eumenes cho y với giá 1 talent vàng, đổi lại Heacetus phải xây 3 "Đài tưởng niệm" về những nạn nhân Cardia do Thrax giết chết, tất nhiên là trên đài tưởng niệm có hình ảnh và tiểu sử của Zeralukos. Ban đầu y đối xử khá tốt với Eumenes nhưng sau đó Eumenes phát hiện ra một bí mật khủng khiếp: tất cả các nam nô lệ của Zeralukos đều bị thiến và rất có thể Eumenes sẽ chịu chung số phận. Tuy nhiên, may mắn là trên đường hải hành các nô lệ nổi loạn cướp tàu và giết chết ông chủ độc ác của mình.
Memnon
Một viên tướng Ba Tư có nhiệm vụ truy bắt triết gia Aristotle. Ông ta xuất hiện lần đầu tiên ở chương 1, tại Assus khi đang xem xét việc tra khảo thái giám Hermias, cha vợ của Aristotle hòng moi thông tin về tung tích của triết gia. Sau đó trong chương 38 Memnon lại xuất hiện cùng với Barsine tại bờ biển vùng Troia, ngay sau cuộc truy bắt bất thành nhóm của Eumenes và Aristotle.
Hermias
Xây dựng dựa trên nhân vật Hermias xứ Atarneus trong lịch sử. Cha vợ của Aristotle. Trong manga, ông là một thái giám. Trong chương 1, Hermias bị quân Ba Tư tra khảo tại Assus nhằm moi thông tin về Aristotle nhưng Hermias kiên quyết không tiết lộ nửa lời về nhà triết gia.
Aristotle
Barsine
Vợ của tổng đốc thành Troius. Aristotle nói với Eumenes rằng Barsine là một người rất thông minh dù cô còn rất trẻ, chỉ mới chừng 20 tuổi. Về phía mình, Eumenes nhận xét thấy Barsine chỉ mất giây lát để nhận ra anh đang thử làm một chiếc bàn đạp cho xuồng của mình, trong khi Aristotle mất nhiều thời gian hơn. Cô là một trong những người chỉ huy việc truy bắt Aristotle.
Philipos II
Vua Macedonia. Đầu truyện ta thấy ông giả trang thành một thương nhân từ Perinthus tên là Antigonus, đến Cardia để tìm một người bạn cũ tên là Hiernonymus (người con). Ông gặp Eumenes ngoài cổng thành của Cardia và sau khi chứng kiến sự tài trí của anh, Antigonus quyết định đề nghị Eumenes làm việc cho mình, và cho anh ba ngày để suy nghĩ. Sau đó khi Eumenes bị tay chân của Heacetus truy sát, Antigonus đã ngầm sai thuộc hạ Menandros của mình giúp đỡ anh chạy thoát. Ngày hôm sau khi Eumenes gặp ông như đã hứa, Antigonus dẫn mọi người ra khỏi thành an toàn và sau đó ông tiết lộ thân phận của mình là vua Philipos. Sau khi thành Cardia đầu hàng ông rút quân về nước và đem Eumenes theo.
Vua Philipos đặc biệt đánh giá cao Eumenes, trong một bữa tiệc rượu năm 338 TCN ông ca ngợi tài năng của anh và cho rằng anh là cánh tay trái của mình. Ông đặc biệt thích biệt danh "tướng bàn giấy" của Eumenes.
Menandros
Một cận thần của vua Philipos và là một trong những người đồng hành với vua Philipos khi ông giả dạng làm người thương gia Antigonus. Sau đó Menandros là người được vua Philipos giao nhiệm vụ dạy Eumenes cách cưỡi ngựa.

## Manga
Hisutorie được Kodansha đăng trên tạp chí Afternoon. Tính đến tháng 6 năm 2024, 107 chương của Lịch sử đã được xuất bản in thành 12 tập đơn hành bản.
| - 001. The Globe (Quả địa cầu) - 002. Hometown Cardia (Part 1) (Quê nhà Cardia - phần 1) - 003. Hometown Cardia (Part 2) (Quê nhà Cardia - phần 2) - 004. Hometown Cardia (Part 3) (Quê nhà Cardia - phần 3) - 005. Library (Part 1) (Thư viện - phần 1) - 006. Library (Part 2) (Thư viện - phần 2) - 007. The Same Deam (Cùng một giấc mơ) - 008. The Scythian Way (Con đường của người Scythia) - 009. Physical Training (Luyện tập thể lực) |

| - 010. Image of Victory (Hình ảnh của chiến thắng) - 011. Footsteps (Dấu chân) - 012. Thrax's War (Part 1) (Cuộc chiến của Thrax - phần 1) - 013. Thrax's War (Part 2) (Cuộc chiến của Thrax - phần 2) - 014. Thrax's War (Part 3) (Cuộc chiến của Thrax - phần 3) - 015. Two Corpses (Hai xác chết) - 016. Testimony (Bằng chứng) - 017. A Different World (Một thế giới khác) - 018. Library (Part 3) (Thư viện - phần 3) - 019. Pendant (Mặt dây chuyền) |

| - 020. A Buyer Appears (Một người mua xuất hiện) - 021. Departure (Khởi hành) - 022. Antakaios - 023. The Argo (Con tàu Argo) - 024. In Paphlagonia (Part 1) (Ở Paphlagonia - phần 1) - 025. In Paphlagonia (Part 2) (Ở Paphlagonia - phần 2) - 026. In Paphlagonia (Part 3) (Ở Paphlagonia - phần 3) - 027. In Paphlagonia (Part 4) (Ở Paphlagonia - phần 4) - 028. In Paphlagonia (Part 5) (Ở Paphlagonia - phần 5) - 029. In Paphlagonia (Part 6) (Ở Paphlagonia - phần 6) |

| - 030. In Palphlagonia (Part 7) (Ở Paphlagonia - phần 7) - 031. In Palphlagonia (Part 8) (Ở Paphlagonia - phần 8) - 032. In Palphlagonia (Part 9) (Ở Paphlagonia - phần 9) - 033. In Palphlagonia (Part 10) (Ở Paphlagonia - phần 10) - 034. In Palphlagonia (Part 11) (Ở Paphlagonia - phần 11) - 035. In Palphlagonia (Part 12) (Ở Paphlagonia - phần 12) - 036. Odysseus - 037. Island of Lesbos - Biological Institute - (Part 1) (Đảo Lesbos - Học viện Sinh học - phần 1) - 038. Island of Lesbos - Biological Institute - (Part 2) (Đảo Lesbos - Học viện Sinh học - phần 2) |

| - 039. Grave of Cardia (Part 4) (Ngôi mộ tại Cardia - phần 4) - 040. Grave of Cardia (Part 5) (Ngôi mộ tại Cardia - phần 5) - 041. Grave of Cardia (Part 6) (Ngôi mộ tại Cardia - phần 6) - 042. Grave of Cardia (Part 7) (Ngôi mộ tại Cardia - phần 7) - 043. Cyclops - 044. - 045. Attalus's Home (Tư gia của Attalus) - 046. General's Son (Người con trai của vị tướng) - 047. - 048. Prince (Part 1) (Hoàng tử - phần 1) - 049. Prince (Part 2) (Hoàng tử - phần 2) - 050. Prince (Part 3) (Hoàng tử - phần 3) - 051. Horse Riding Lesson (Part 1) (Bài tập cưỡi ngựa - phần 1) |

## Ảnh hưởng
Báo Manichi cho rằng quan điểm của tác giả Iwaaki về quá khứ của Eumenes (trên thực tế là còn nhiều bí ẩn) là "táo bạo và độc đáo". Jason Thompson, một trong những nhà phê bình hàng đầu tại Hoa Kỳ, cho rằng xét về mặt mức độ, tham vọng và nội dung, Hisutorie là một tác phẩm nghệ thuật bậc thầy của Iwaaki. Hisutorie cũng là manga đã lọt vào vòng chung kết khi tham gia ứng cử cho Giải thưởng Văn hóa Osamu Tezuka.